# Noiabrsk

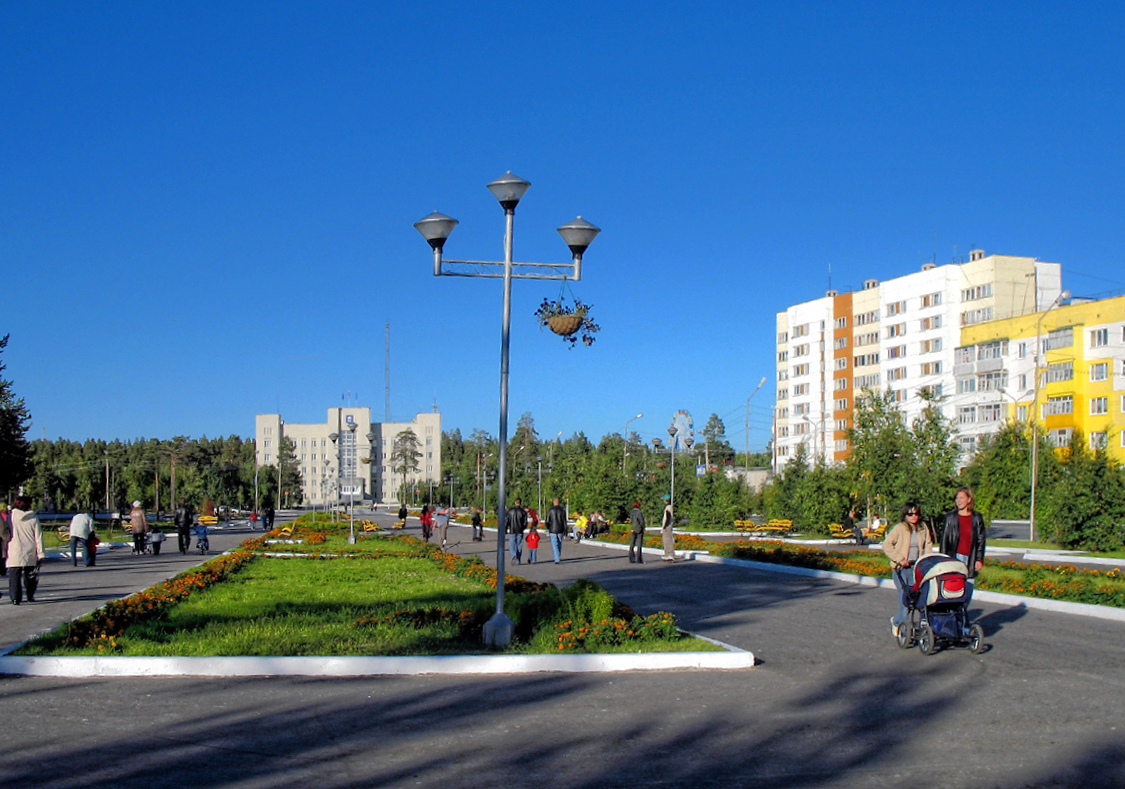
Noiabrsk

Noiabrsk (ru. Ноябрьск) este un oraș din districtul autonom Iamalia-Neneția, Federația Rusă, cu o populație de 96.44 locuitori.
1. ↑   http://admnoyabrsk.ru/admin/Foto_CkEditor/Pasport_MO_gorod_Noyabrsk_2014_god.docx, arhivat din original la 9 ianuarie 2016 Lipsește sau este vid: |title= (ajutor)